# Förbundet för romer i Makedonien
Förbundet för romer i Makedonien, Sojuz na Romite na Makedonija (SRM) är ett politiskt parti i Nordmakedonien.
Partiet, som vill tillvarata den romska minoritetens intressen, ingick i parlamentsvalet 2006 i den segrande VRMO-LPM-koalitionen och erhöll därigenom ett mandat.
I valet den 1 juni 2008 ingick SRM i valkartellen För ett bättre Makedonien.